# Mama Africa (album)
Mama Africa är ett studioalbum av reggaemusikern och sångaren Peter Tosh. Detta studioalbum, som släpptes 1983, var Peter Tosh näst sista medan han ännu var i livet.
Covern på Chuck Berrys låt "Johnny B. Goode" blev den mest spelade låten från detta album. "Mama Africa" och "Glass House" var nyskrivna låtar av Peter Tosh, medan "Maga Dog" och "Stop That Train" var nyinspelningar av nästan 15 år gamla Tosh-låtar.

## Låtlista
Låtarna skrivna av Peter Tosh, där inget annat namn anges.
Sida A
1. "Mama Africa"
2. "Glass House"
3. "Not Gonna Give It Up"
4. "Stop That Train"

Sida B
1. "Johnny B. Goode" (Chuck Berry)
2. "Where You Gonna Run" (Donald Kinsey)
3. "Peace Treaty"
4. "Feel No Way"
5. "Maga Dog"

### Bonuslåtar på återutgåvan (CD) 2002
1. "Johnny B. Goode (Long Version)"
2. "Where You Gonna Run (Long Version)"
3. "Mama Africa (7" Version)"

## Musiker och kör
- Kör - Audrey Hall, Betty Wright, Chris Kimsey, Donald Kinsey, Dorriett Myers, Pam Hall, Peter Tosh, Raymond Hall, The Tamlins
- Clavinett - Peter Tosh
- Trummor - Carlton "Santa" Davis, Sly Dunbar
- Engineer - Geoffrey Chung, Maxie
- Gitarr - Darryl Thompson, Donald Kinsey
- Rytmgitarr (reggaegitarr) - Mikey Chung, Steve Golding
- Keyboard - Byron Allred, Peter Couch
- Mixad av - Chris Kimsey (tracks: A1 to A4, B2 to B5), Peter Tosh (tracks: A1 to A4, B2 to B5)
- Orgel - Robert Lynn (tracks: A1 to A4, B3 to B5)
- Percussion - Skully, Uziah "Sticky" Thompson
- Piano - Keith Sterling
- Saxofon - Dean Fraser
- Trombon - Ronald "Nambo" Robinson
- Trumpet - Arnold Breckenridge, David Madden, Junior "Chico" Chin